# Südirland
Südirland (irisch Deisceart Éireann, englisch Southern Ireland) war die Bezeichnung eines durch den Government of Ireland Act von 1920 zwar proklamierten aber nie verwirklichten Staates auf der Insel Irland, dessen Funktionen seit 1922 vom Irischen Freistaat ausgeübt wurden.

## Gesetz
Das Gesetz, das die Insel formell in Nord- und Südirland teilte, sprach letzterem 26 von 32 irischen Grafschaften zu und schuf neben dem nordirischen auch ein südirisches Parlament mit Zweikammersystem als Legislative. Beide Gebiete sollten im britischen Parlament vertreten sein. Darüber hinaus sollten beide Teile der Insel eine eigene Exekutive erhalten, jedoch durch den Lord Lieutenant of Ireland als Repräsentanten des britischen Königs und durch den sogenannten Irischen Rat verbunden bleiben. Der Rat hätte die Abstimmung zwischen den beiden Regierungen übernehmen und, wie es den irischen Nationalisten versprochen wurde, die Keimzelle eines gesamtirischen Parlaments werden sollen.

## Geschichte
Der Government of Ireland Act, auch als 4. Home Rule Bill bekannt, war dazu gedacht, eine Lösung für das Problem zu finden, das seit den 1880er Jahren die irische Politik beschäftigte: der Streit zwischen Unionisten und Nationalisten. Nationalisten strebten seit Jahrzehnten eine Form der Home Rule an, da sie Irland ohne eine britische Herrschaft erleben wollten. Unionisten hatten hingegen Angst, dass eine nationalistische Regierung in Dublin diskriminierend gegenüber Protestanten handeln und Steuern einführen würde, die sich hauptsächlich gegen die landwirtschaftlich geprägten Grafschaften im Nordosten richten. Extremistische Unionisten importierten daraufhin frühzeitig Waffen aus dem Deutschen Reich sowie Österreich-Ungarn und gründeten die Ulster Volunteer Force, um die Durchsetzung der Home Rule in Ulster zu verhindern. Im Gegenzug importierten Nationalisten ebenfalls Waffen und gründeten 1913 die Irish Volunteers. Die endgültige Teilung durch den Government of Ireland Act sollte ursprünglich lediglich ein Übergangszustand sein.
In der Realität hingegen wurde Südirland niemals ein funktionierendes Staatswesen – im Gegensatz zu Nordirland, dessen Parlament bis 1972, also bis in die Anfangsphase des Nordirlandkonflikts bestand. Die erste Wahl zum südirischen Unterhaus im Jahr 1921 wurde von Sinn Féin als Wahl zum Parlament der revolutionären Irischen Republik angesehen, die 1916 einseitig ausgerufen, aber nie anerkannt worden war. Sinn Féin gewann 124 von 128 Stimmen, doch bei der ersten Versammlung des südirischen Parlaments im Juni 1921 erschienen lediglich die vier gewählten Unionisten. Die gewählten Sinn-Féin-Mitglieder traten stattdessen im Second Dáil zusammen, so dass von einer südirischen Regierung nicht gesprochen werden konnte.
Erst im Januar 1922 bekam das südirische Unterhaus eine tragende Rolle. Da London das revolutionäre Parlament niemals anerkannt wurde, blieb in den Augen der britischen Regierung das südirische Unterhaus das einzig legale. Nach der Aushandlung des Anglo-Irischen Vertrags, stellte sich die Frage, welche der beiden Legislativen, das südirisches Unterhaus oder das revolutionäre Parlament des Second Dáilihm von irischer Seite zustimmen musste. Da keine Seite nachgeben wollte, wurde der Vertrag letztlich von beiden Gremien, deren  Zusammensetzung nahezu identisch war, anerkannt.
Südirland war – rückblickend betrachtet – lediglich auf dem Papier ein eigener Staat, der im Schatten der revolutionären Irischen Republik stand und infolge des Anglo-Irischen Vertrags im Dezember 1922 im Irischen Freistaat aufging. Andererseits gilt der Mitverhandler bei der Schließung des Vertrags und darauffolgende Vorsitzende der provisorischen Regierung von Südirland, Michael Collins, als bedeutende Figur der irischen Unabhängigkeit.